# Piet van Hees
Pour les articles homonymes, voir Hees (homonymie).
Piet van Hees, né le 25 octobre 1938 à Hoogerheide dans le Brabant-Septentrional, est un coureur cycliste néerlandais, professionnel de 1961 à 1962.

## Palmarès
- 1958
  - Ronde van Oud-Vossemeer
- 1960
  - 2e du Ronde van Oud-Vossemeer
  - 3e du Tour du Limbourg
- 1961
  - Circuit du Port de Dunkerque
  - 3e du Circuit des régions frontalières
  - 3e du Grand Prix de l'Escaut